# Taurean Green
Pour les articles homonymes, voir Green.
Taurean James Green, né le 28 novembre 1986, à Fort Lauderdale, en Floride, est un joueur américain naturalisé géorgien de basket-ball évoluant au poste de meneur. Il est le fils du joueur et entraîneur de basket-ball Sidney Green.

## Biographie

### Carrière universitaire
Green est formé dans l'équipe universitaire (division I de la NCAA) des Gators de l'université de Floride. Avec des joueurs comme Corey Brewer, Joakim Noah et Al Horford et sous la direction de Billy Donovan, Green remporte deux titres de champion NCAA en 2006 et 2007. 

### Carrière professionnelle
Green est sélectionné lors de la draft 2007 de la NBA en 52e position mais peine à se faire une place en NBA. Il part donc jouer en Europe en 2008.
En juillet 2013, Green signe un contrat avec Limoges Cercle Saint-Pierre. Il est élu meilleur joueur du mois de novembre 2013 en championnat de France. Sur les 5 matches ce mois-ci, ses statistiques sont de 13,9 points, 3,8 rebonds et 4,4 passes décisives.
En mai 2014, il remporte le championnat de France avec Limoges. Le mois suivant, il rejoint l'ASVEL pour deux saisons. En février 2015, il se blesse au poignet gauche et subit une opération chirurgicale qui l'empêche de jouer pour plusieurs mois. Le 9 juillet 2015, il trouve un accord pour rompre le contrat qu'il a avec l'ASVEL.
Le 16 août 2015, Green signe en Italie, au Sidigas Avellino. Le 11 février 2016, il retourne en Grèce à l'AEK Athènes où il remplace Dionte Christmas.
Le 15 août 2016, Green part en Israël, au Bnei Hasharon.
Le 8 novembre 2018, Green revient en France pour renforcer les Sharks d'Antibes, lanterne rouge du championnat.

## Palmarès

### En club
- Champion NCAA 2006, 2007
- Champion de France 2014

### Distinction personnelle
- Participation au All-Star Game LNB : 2013